# The One I Gave My Heart To
The One I Gave My Heart To is de zesde en laatste single van het album One in a Million van de zangeres Aaliyah.
In de Verenigde Staten kwam de single de hitlijst binnen op de 24e plaats op 4 oktober 1997. In totaal stond Aaliyah met deze single twintig weken in de lijst en de hoogste positie was de negende. In Engeland heeft deze single als hoogste op de dertigste plaats gestaan en in Nederland kwam hij niet verder dan de tipparade.